# E-Four
E-Four (inna nazwa: AWD-i) to opracowany przez koncern Toyota Motor Corporation układ napędu wszystkich kół (AWD) samochodów hybrydowych. Napęd kół osi przedniej jest w nim realizowany bezpośrednio przez pełny układ hybrydowy, natomiast koła osi tylnej napędza dodatkowy silnik elektryczny, wyposażony we własny sterownik mocy, przekładnię redukcyjną i mechanizm różnicowy. Moment obrotowy przenoszony na tylne koła jest automatycznie regulowany przez elektronikę sterującą napędem stosownie do warunków jazdy.
Układ E-Four zastosowano po raz pierwszy w 2001 w Toyocie Estima Hybrid, obecnie używany jest m.in. w samochodach Lexus NX 300h, Lexus RX 450h oraz w modelach Toyoty pod nazwą AWD-i: Toyota RAV4 Hybrid, Toyota Highlander, Toyota Yaris Cross i w czwartej generacji Toyoty Prius.
Napęd AWD-i może być stosowany także w samochodach hybrydowych plug-in. W AWD-i została standardowo wyposażona Toyota RAV4 Plug-in Hybrid. 